# 管 (流體輸送)

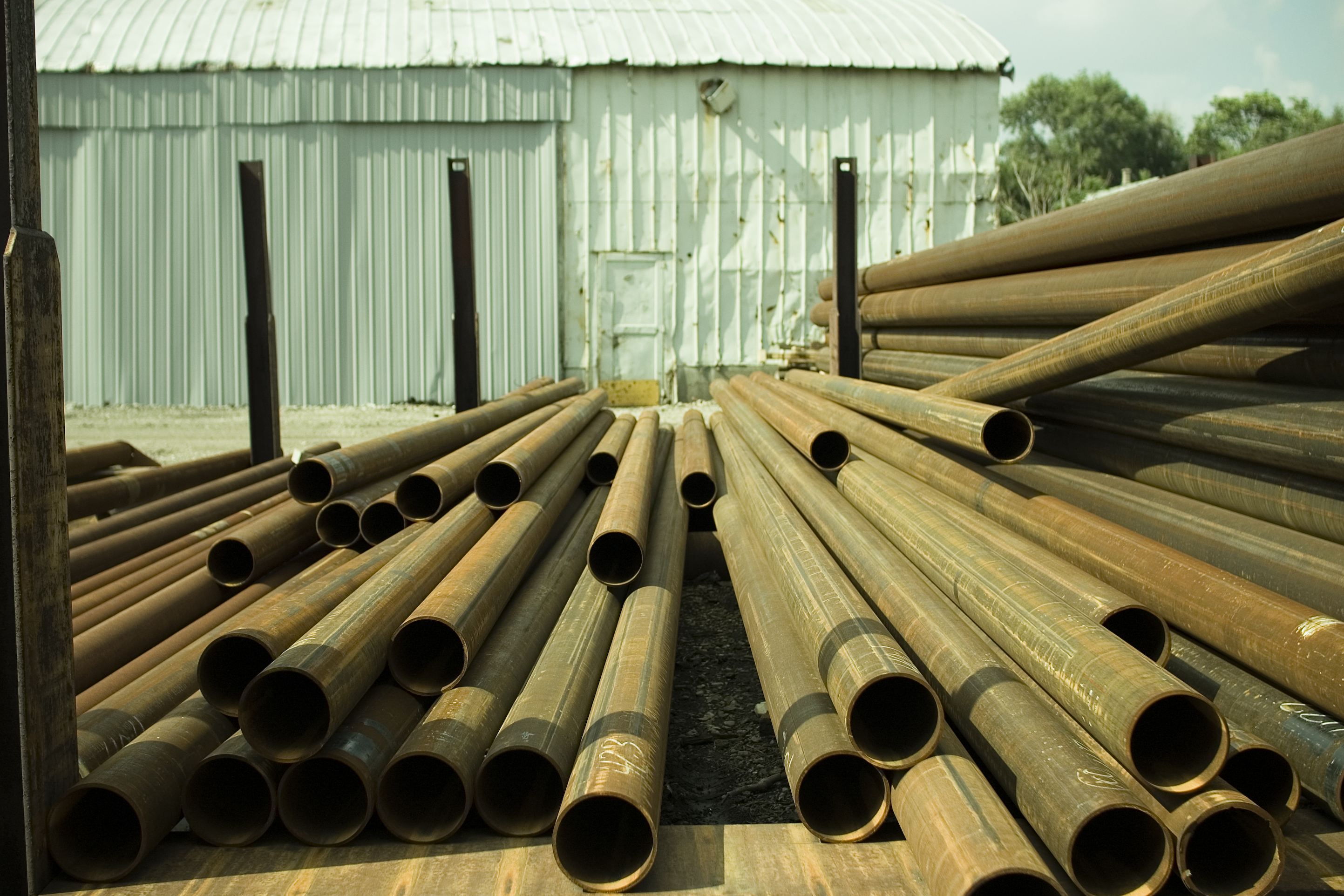
鋼管

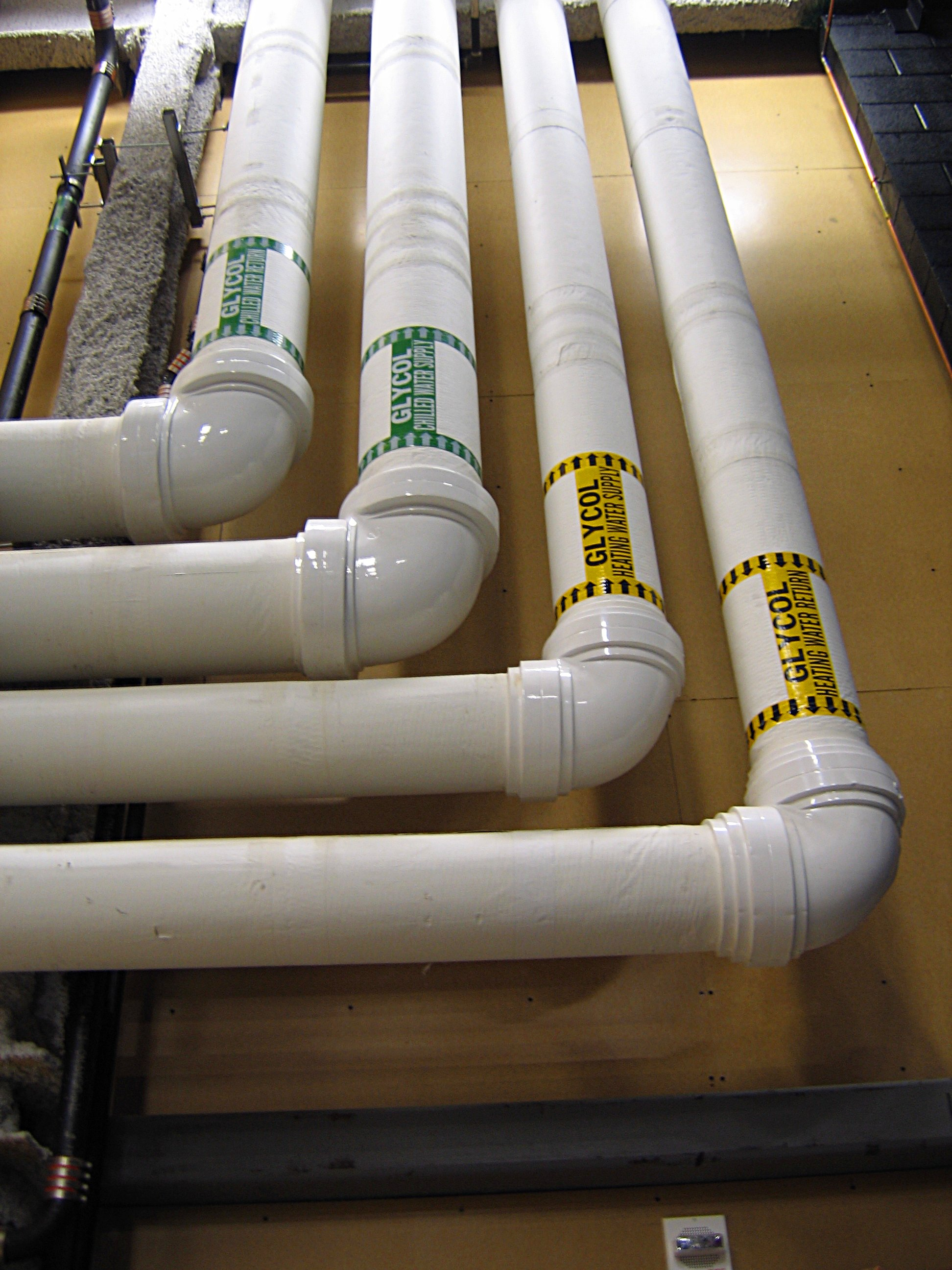
PVC管

管，是一種中空圓柱物體，用來輸送流體。

## 材質
- 金屬
  - 鑄鐵、碳鋼、不銹鋼
  - 銅、黃銅、鋁、鉛
- 熱固性塑膠
  - （GRP）
- 熱塑性塑膠
  - PE、PVC、ABS
- 混凝土
- 玻璃

## 規格
- 材質
- 外徑 = 管壁厚度 × 2 + 內徑
- 內徑，或稱管徑（單位為英吋、或mm）
- 管壁厚度（單位為英吋、或mm）
- 工作壓力（單位為kPa、或psi、或kg/cm2）

## 使用
用於運輸各種流體。
- 水
  - 自來水、工業用水
  - 熱水
  - 汙水
- 石化燃料或石化原料
  - 瓦斯
  - 液化石油氣
  - 液化乙烯、液化丙烯、液化氯乙烯、對二甲苯
- 空調或冷卻系統
  - 冷媒
  - 中央空調系統的冷卻水
  - 風道

其他用途
- 用於電力或通訊線路的預埋管道，通常称之为电气管线， 用于保护电线电缆，防止机械损伤，便于维护更换[1]。
- 管子被廣泛用於扶手、欄杆、腳踏車的骨架等的空心結構物的製造。

## 各地標準

### 美國
- ASME SA106 Grade B （碳鋼管）
- ASTM A249/A269/A270, AS 1528.1 （食品衛生用不銹鋼鋼管＼鍋爐熱交換器用不銹鋼鋼管）
- ASTM A312 （工業配管用不銹鋼鋼管）
- ASTM A554 （機械構造用不銹鋼鋼管）
- ASTM C76 （混凝土管）
- ASTM D3033/3034 （PVC管）
- ASTM D2239（聚乙烯管）
- ISO 14692 （石油和天然氣工業的，玻璃纖維增強塑膠管、GRP管

### 日本
- JIS A5301 （石棉水泥管）
- JIS A5302 （鋼筋混凝土管）
- JIS A5303 （離心鋼筋混凝土管）
- JIS G3442 （自來水用鍍鋅鋼管、SGPW）
- JIS G3443 （自來水用塗覆裝鋼管、STPW）
- JIS G3446 （機械構造用不銹鋼鋼管）
- JIS G3447/G3463 （食品衛生用不銹鋼鋼管＼鍋爐熱交換器用不銹鋼鋼管）
- JIS G3448 （一般配管用不銹鋼鋼管、壓接管）
- JIS G3452 （配管用碳鋼管、SGP）
- JIS G3454 （壓力配管用碳鋼管、STPG）
- JIS G3455 （高壓配管用碳鋼管、STS）
- JIS G3456 （高溫配管用碳鋼管、STPT）
- JIS G3457 （配管用電弧熔接碳鋼管、STPY）
- JIS G3458 （配管用合金鋼管、STPA）
- JIS G3459 （工業配管用不銹鋼鋼管、SUSTP）
- JIS G3460 （低溫配管用鋼管、G3460）
- JIS G3468 （大管徑配管用不銹鋼鋼管）
- JIS G5525 （排水用鑄鐵管）
- JWWA G105 （自來水用離心延性鑄鐵管）
- JWWA G106 （自來水用延性鑄鐵管）
- JWWA G108 （自來水用離心鑄鐵管）
- JWWA G109 （自來水用鑄鐵異形管）

### 台灣
- CNS 1298 （聚氯乙烯塑膠硬質管）
- CNS 1302 （導電線用聚氯乙烯塑膠硬質管）
- CNS 2458 （化學工業及一般用高密度聚乙烯塑膠管）
- CNS 2456 （自來水用聚乙烯塑膠管）
- CNS 4053 （自來水用聚氯乙烯塑膠硬質管）
- CNS 5802 （機械構造用不銹鋼鋼管）
- CNS 6331 （工業配管用不銹鋼鋼管）
- CNS 6668/7383 （食品衛生用不銹鋼鋼管＼鍋爐熱交換器用不銹鋼鋼管）
- CNS 11646 （污水與工業用玻璃纖維強化塑膠管）
- CNS 12698 （管筏用聚氯乙烯硬質塑膠管）
- CNS 12835 （天然氣用聚乙烯塑膠管）
- CNS 13158 （自來水用丙烯月青–丁二烯–苯乙烯（ＡＢＳ）塑膠管）
- CNS 13346 （自來水用丙烯月青–丁二烯–苯乙烯（ＡＢＳ）塑膠管接頭配件）
- CNS 13392 （一般配管用不銹鋼鋼管、壓接管）
- CNS 13474 （化學工業及一般用丙烯月青–丁二烯–苯乙烯（ＡＢＳ）塑膠管及接頭配件）
- CNS 13506 （玻璃纖維強化塑膠管配件）
- CNS 13517 （大管徑配管用不銹鋼鋼管）
- CNS 14345 （耐衝擊硬質聚氯乙烯塑膠管）
- CNS 14494 （輸水用玻璃纖維強化塑膠管）
- CNS 14664 （氯化聚氯乙烯（ＣＰＶＣ）塑膠管）
- CNS 14679 （聚丙烯塑膠管）

### 歐盟
- EN 10217-7 （歐規不銹鋼鋼管）

## 中国（碳钢管件）
SH3406 石油化工钢制管法兰
SH3408 钢制对焊无缝管件
SH3409 锻钢制承插焊管件
SH3410 钢板制对焊管件 GD87-1101 火电发电厂汽水管道零件及部件典型设计手册
DL/T515 电站弯管 国家标准 GB12459 钢制对焊无缝管件
GB/T13401 钢板制对焊管件
GB/T14383 锻钢制承插焊管件
GB/T14626 锻钢制螺纹管件
GB9112-9131 钢制管法兰、法兰盖及法兰用垫片

## 相關
- 管道配件（英语：Piping and plumbing fitting）
- 管输工艺
- 水管、供水系統、排水、下水道
- 输油管道
- 水電工、配管工（英语：Pipefitter）
- 共同沟
- 管道清洗（英语：Tube cleaning）、陰極防蝕

## 外部連結
- A history of Pipe （页面存档备份，存于） - With dimensions
- Critical fluid handling with tubes
- Quick calculator to determine standard pipe dimensions[] For Carbon Steel and Stainless Steel pipes as per ANSI.